# Modo de fazer renda irlandesa em Divina Pastora
O Modo de fazer renda irlandesa em Divina Pastora é um patrimônio cultural imaterial brasileiro, conforme registro concedido em 27 de novembro de 2008 pelo Conselho Consultivo do IPHAN.

## Características
A renda irlandesa, produzida pelas mulheres de Divina Pastora e por outros municípios sergipanos, obedece o tipo renda de agulha, que apresenta como suporte uma fita presa ou ligada ao debuxo ou risco com o desenho da renda sobre papel manteiga e fixado em um papel grosso.
Os pontos desenvolvidos pelas rendeiras são releituras e apropriações de outros tipos de produção de renda. Cerca de duas dezenas de pontos foram catalogadas pelo IPHAN que formam figuras cotidianas das artesãs como pé-de-galinha, espinha-de-peixe, aranha, casinha-de-abelha e abacaxi.

## Vantagens do registro
Desde 2000, a Associação para o Desenvolvimento da Renda de Divina Pastora (Asderen) reuniu cerca de 122 artesãs para a realização do ofício. Como o processo produtivo corre risco de desaparecer, o registro tenta garantir a sobrevivência das rendeiras com o incremento de renda a partir da divulgação e reconhecimento da importância da atividade como genuinamente brasileira.